# Bohdan Kwiatkowski
Bohdan Kazimierz Kwiatkowski vel Bolesław Kosiński ps. Lewar, Wspornik (ur. 9 października 1904 w Żyrardowie, zm. 1 kwietnia 1971 w Chicago) – polski inżynier chemik, major broni pancernych Wojska Polskiego, Polskich Sił Zbrojnych i Armii Krajowej, uczestnik Powstania Warszawskiego, Żołnierz Wyklęty,  cichociemny. Znajomość języków: niemiecki, rosyjski, angielski, francuski. Zwykły Znak Spadochronowy nr 0210, Bojowy Znak Spadochronowy nr 1458.

## Życiorys
Od 1906 mieszkał z rodziną w Warszawie, od 1913 uczeń Państwowego Gimnazjum im. Adama Mickiewicza w Warszawie od 1918 w Gimnazjum im. E. Konopczyńskiego, w 1924 zdał egzamin dojrzałości.  Podjął naukę na Wydziale Chemicznym Politechniki Warszawskiej, podczas studiów odbył praktykę w rafinerii „Aquila” w Ploesti, w latach 1930–1934 uczył fizyki i chemii w szkołach wieczorowych, w latach 19 32 – 1933 asystent prof. Iwanowskiego w katedrze technologii fermentacji produktów spożywczych. W 1934 roku uzyskał tytuł inżyniera chemika. 
Od października 1931 do 30 czerwca 1932 w Batalionie Podchorążych Rezerwy Piechoty nr 7 w Śremie. Przeszkolony w Centrum Wyszkolenia Broni Pancernej w Wyszkowie, od lipca 1932 przydzielony jako dowódca plutonu czołgów „TK” do 3 Pułku Pancernego w Modlinie.  Awansowany na stopień podporucznika ze starszeństwem od 1 stycznia 1935.
Od 1934 jako doradca techniczny w Ministerstwie Przemysłu i Handlu, od 1937 zastępca dyrektora katowickiego oddziału „Wspólnoty Interesów Górniczo-Hutniczych”. Wraz z prof. Dominikiem pracował nad nowatorską metodą produkcji tlenku żelazawo-żelazowego z wypalonego pirytu.
W kampanii wrześniowej 1939 zmobilizowany, przydzielony do Ośrodka Zapasowego Broni Pancernych Nr 1 w Warszawie, następnie jako dowódca plutonu 2 batalionu czołgów „A”, walczył w rejonie Katowic oraz Chorzowa. 18 września granicę polsko-węgierską, dotarł do Francji wstąpił do Polskich Sił Zbrojnych, od 21 października przydzielony do Centrum Wyszkolenia Broni Pancernej, następnie w 2 batalionie czołgów 10 Brygady Kawalerii Pancernej. 
Po upadku Francji 28 czerwcu 1940 dotarł do Wielkiej Brytanii, wstąpił do Polskich Sił Zbrojnych pod dowództwem brytyjskim, przydzielony od 1 lipca jako oficer techniczny 2 batalionu czołgów. Awansowany na stopień porucznika ze starszeństwem od 1 grudnia 1941. Do 12 kwietnia 1943 w 2 dywizjonie pociągów pancernych w Ashford – Kent.
Zgłosił się do służby w kraju. Przeszkolony ze specjalnością w dywersji i broni pancernej, na kursach specjalnych dla kandydatów na cichociemnych, m.in.:  dywersyjno-strzeleckim (STS 25, Inverlochy), podstaw wywiadu (STS 34, Bealieu), spadochronowym, odprawowym (Ośrodek Wyszkolenia nr 10, Ostuni), i in.  Zaprzysiężony na rotę ZWZ/AK 3 września 1943 w Londynie. Przeniesiony jako oficer techniczny oraz instruktor szkolenia do Bazy nr 10 w Ostuni (Włochy). Awansowany na stopień kapitana 11 maja 1944, ze starszeństwem od 1 marca 1944.
Skoczył ze spadochronem do okupowanej Polski w nocy 10/11 maja 1944 w sezonie operacyjnym „Riposta”, w operacji lotniczej  „Weller 27” dowodzonej przez kpt. naw. Władysława Krywdę. Start (prawdopodobnie) z lotniska Grottaglie nieopodal Brindisi, zrzut miał nastąpić na placówkę odbiorczą „Nil-2” 123 (kryptonim polski, brytyjskie oznaczenie numerowe pinpoints), 19 km od Piotrkowa Trybunalskiego, w okolicach miejscowości Żerechowa. Dzień wcześniej, tj. 9 maja w miejscu planowanego zrzutu walkę z Niemcami stoczył oddział partyzancki „Burza”. W związku z tym zrzutu dokonano kilka kilometrów dalej, w okolicy wsi Ślepietnica. Razem z nim skoczyli: ppor. Kazimierz Bernaczyk-Słoński ps. Rango, ppor. Jan Bienias ps. Osterba, ppor. Zdzisław Straszyński ps. Meteor,  ppor. Zygmunt Ulm ps. Szybki oraz kurier Delegatury Rządu na Kraj ppor. Stanisław Niedbał-Mostowin ps. Bask.
Po skoku do 31 maja w oddziale partyzanckim „Burza”, od czerwca przydzielony jako instruktor do Ośrodka Pancernego „Wiatrak” Obszaru Warszawskiego AK.
W Powstaniu Warszawskim jako dowódca patrolu przeciwpancernego, następnie od 14 sierpnia oficer operacyjny Komendy Podobwodu Śródmieście Południowe, od 28 sierpnia do 5 października jako szef sztabu podobwodu. Uczestniczył w walkach, m.in. o budynki: PAST-y oraz YMCA. Odznaczony 28 września Virtuti Militari, a 1 października 1944 – Krzyżem Walecznych.
Po kapitulacji Powstania uniknął  niewoli niemieckiej, przydzielony jako oficer ds. zleceń Komendanta Głównego AK, wraz ze składem KG AK przebywał w Pruszkowie, Milanówku, Podkowie Leśnej i Częstochowie. 19 grudnia 1944  aresztowany w Częstochowie przez gestapo, od 30 grudnia osadzony w Tomaszowie Mazowieckim,  następnie od 8 stycznia 1945  w więzieniu w Krakowie przy ul. Montelupich. Od 16 stycznia w obozach koncentracyjnych:  Groß-Rosen, od 8 lutego Mittelbau-Dora od 10 kwietnia Bergen-Belsen. 16 kwietnia 1945 uwolniony przez żołnierzy brytyjskich.
7 maja 1945 zameldował się w Oddziale VI (Specjalnym) Sztabu Naczelnego Wodza w Londynie, awansowany na stopień majora ze starszeństwem od 1 stycznia 1945. Do 11 lutego 1947 w Polskich Siłach Zbrojnych, następnie do 6 listopada 1948 w PKPR. Pozostał na emigracji, przewodniczący Koła Cichociemnych, współzałożyciel Stowarzyszenia Polskich Kombatantów oraz Stowarzyszenia Byłych Żołnierzy AK,  od 1948 jako jego pracownik.  Współautor publikacji Biura Historycznego Sztabu PSZ pt. Armia Krajowa, t. III, opracował rozdziały pt. Sabotaż i Dywersja, Historia Polskich Oddziałów Partyzanckich oraz pt. Okres końcowy walk Armii Krajowej. Redaktor obu londyńskich wydań książki pt. Drogi cichociemnych.
Współpracował z Delegaturą Zagraniczną WiN oraz komórką ds. łączności z krajem „Zbiornica”. Została ona powołana w związku z likwidacją Oddziału VI (Specjalnego) Sztabu Naczelnego Wodza, kierował nią Bohdan Sałaciński vel Andrzej Pomian, delegat  gen. Tadeusza Bora-Komorowskiego ds. kontaktów z konspiracją w Polsce.  Delegatura m.in. zorganizowała trzy szkolenia: dwa w Niemczech, jedno w Londynie, na których przygotowywano dywersantów WiN do pracy konspiracyjnej w komunistycznej Polsce.
Od października 1949–1951 wykładowca m.in. chemii nieorganicznej w Polish University College, kierownik laboratoriów chemicznej analizy jakościowej i ilościowej. Od sierpnia 1951 na emigracji w Kanadzie, od sierpnia 1955 – w Stanach Zjednoczonych. Zamieszkał w Chicago, wieloletni prezes tamtejszego oddziału Związku Żołnierzy AK.
Zmarł 1 kwietnia 1971 w Chicago, pochowany 16 kwietnia w Warszawie, na cmentarzu Powązkowskim (d. Wojskowym), kw. 165 rz. 2 gr. 18.
Był autorem wspomnień:
- Sabotaż i dywersja opublikowanych przez Bellonę w 1949 roku oraz:
- Z „Południa” na „Północ” Warszawy, Piorun zdobywa „małą Pastę” i Ostatnie dni opublikowanych w książce Drogi cichociemnych... (wyd. I, II, III, Veritas, Londyn, 1954, 1961, 1972, Bellona, Warszawa, 1993, 2008).

## Awanse
- podporucznik – ze starszeństwem z dniem 1 stycznia 1935 roku
- porucznik – ze starszeństwem z dniem 1 grudnia 1941 roku
- kapitan – 11 maja 1944 roku ze starszeństwem z dniem 1 marca 1944 roku
- major – ze starszeństwem z dniem 1 stycznia 1945 roku.

## Odznaczenia
- Krzyż Srebrny Orderu Virtuti Militari.
- Krzyż Walecznych
- Medal za Odwagę w Sprawie Wolności (Wielka Brytania).

## Życie rodzinne
Był synem Kazimierza, nauczyciela szkoły średniej, i Celiny z domu Gajewskiej. Był dwukrotnie żonaty. Pierwszą jego żoną była Jadwiga z domu Górska. W 1960 roku ożenił się z Marią Kaszubską.
Został pochowany 16 kwietnia 1971 roku na Cmentarzu Wojskowym w Warszawie.